# Graueria vittata
El mosquitero barrado (Graueria vittata) es una especie de ave paseriforme de la familia Locustellidae endémica de la región de los Grandes Lagos de África. Es la única especie del género Graueria. Su nombre científico conmemora al zoólogo alemán Rudolf Grauer que recolectaba especímenes en el Congo Belga.

## Distribución y hábitat
Se encuentra únicamente en el oeste de la región de los Grandes Lagos, distribuido por las montañas de Burundi, este de la República Democrática del Congo, Ruanda y Uganda. Su hábitat natural son los bosques tropicales húmedos de montaña 